# Sicral
Il Sicral è un sistema di telecomunicazioni italiano via satellite che assicura le comunicazioni strategiche anche in caso di guerra o di calamità. Il nome è l'acronimo di Sistema Italiano per Comunicazioni Riservate ed ALlarmi.
È composto da due parti: il segmento terrestre ed il segmento spaziale.
- Il segmento terrestre è formato dal Centro di Gestione e Controllo di Vigna di Valle (Roma) e dai terminali utenti.
- Il segmento spaziale è formato dai satelliti per telecomunicazioni Sicral 1 (fino al 2021), Sicral 1B e Sicral 2. Il satellite Sicral 2 è stato lanciato in orbita geostazionaria il 26 aprile 2015. Entro il 2026 verrà lanciato Sicral 3.

Nasce dalla cooperazione del Ministero della Difesa italiano e francese per «sviluppare congiuntamente sistemi di difesa satellitare, fondamentali per l'indipendenza di ciascuna nazione» (nota di Jean Loic Galle, presidente e Amministratore delegato di Thales Alenia Space).
Secondo ANSA, il sistema «assicura alla Difesa comunicazioni sia strategiche che tattiche, sia in Italia che all'estero, garantendo l'interoperabilità tra le reti della Difesa, della sicurezza pubblica, dell'emergenza civile, e della gestione e controllo delle infrastrutture strategiche».